# Nabaluia
Nabaluia, manji biljni rod jednosupnica iz porodice kaćunovki. Pripadaju mu tri priznate vrste s otoka Bornea.

## Vrste
1. Nabaluia angustifolia de Vogel
2. Nabaluia clemensii Ames
3. Nabaluia exaltata de Vogel